# 拉法省
| \| \| 加沙地带 巴勒斯坦领土 \| - 论 - 编 \|         |                       |       |
| 北加沙省 加沙省 加沙 代尔拜莱赫省 汗尤尼斯省 拉法省 |                       |       |
| Flag of Palestine                                   | 加沙地带 巴勒斯坦领土 | 论 编 |

拉法省（阿拉伯语：‎）是巴勒斯坦国加沙地带五省之一，位于加沙地带南部。面积64平方公里，人口122,865。首府拉法市，人口92,020。